# Atelidea globosa
Atelidea globosa là một loài nhện trong họ Tetragnathidae.
Loài này thuộc chi Atelidea. Atelidea globosa được miêu tả năm 1957 bởi Yamaguchi.